# 多賀工業専門学校 (旧制)
| 多賀工業専門学校 (多賀工専) | 多賀工業専門学校 (多賀工専)     |
| --------------------------- | ------------------------------- |
| 創立                        | 1939年                          |
| 所在地                      | 茨城県多賀町 (現・茨城県日立市) |
| 初代校長                    | 山内不二雄                      |
| 廃止                        | 1951年                          |
| 後身校                      | 茨城大学                        |
| 同窓会                      | 多賀工業会                      |

多賀工業専門学校 （たがこうぎょうせんもんがっこう） は、1939年 （昭和14年） に創立された官立の旧制専門学校。創立時の名称は 「多賀高等工業学校」 （略称： 多賀高工）。

## 概要
- 戦時体制下の技術者拡充を図るため、1939年に増設された官立高等工業学校7校の1つ。他の6校は、室蘭、盛岡、大阪、新居浜、宇部、久留米。
- 多賀高工創立時は、本科 （修業年限3年） に機械科・精密機械科・原動機械科・電気科・金属工業科を設置した （後に通信工学科を増設）。
- 第二次世界大戦中の1944年に多賀工業専門学校と改称され、機械科・原動機械科・電気科・金属工業科・電気通信科・舶用機関科を設置した。また工業教員養成所を附設した。
- 第二次世界大戦敗戦まで、原則として全寮制で、軍隊式教学を実施した。
- 学制改革により新制茨城大学に包括され、工学部（機械工学科・原動工学科・電気工学科・金属工学科）となった。
- 同窓会は 「多賀工業会」 と称し、新制大学卒業者と合同の会となっている。

## 沿革

### 多賀高等工業学校時代
創立当時、国は技術者養成のための高等工業学校増設を急務としていたが、設置費用の大部分を地元に負担させる必要があり、適切な候補地を探していた。一方、茨城県も県内工業学校の拡充を検討していた。また、地元の大手メーカー、日立製作所も創立30周年記念事業として、高等工業学校の設立を計画していた （すでに工場内で青年学校を運営していた）。この 3者の思惑が一致して、多賀高等工業学校設立につながった。地元負担費用 300万円 （現金 190万円、土地等現物 110万円） は、日立製作所が全額負担した。
- 1939年3月31日： 文部省、高等工業学校増設 7校を発表。
- 1939年5月22日： 文部省直轄諸学校官制を改正 （勅令第336号）。
  - 第1条 （直轄学校一覧） に 「多賀高等工業学校」 を追加。
- 1939年5月23日： 多賀高等工業学校規則を公示 （文部省令第28号、第30号）。校長を任命。
  - 本科 （修業年限3年） に機械科・精密機械科・原動機械科・電気科・金属工業科を設置。
- 1939年7月： 10日、仮校舎で第1回入学式。11日、授業開始。
- 1939年8月： 21日から 5日間、満蒙開拓青少年義勇軍訓練所で軍隊式教育。
  - 以後も、軍事訓練・軍隊式作業を特徴とした。
- 1940年9月： 寄宿舎 南寮・北寮竣工。
- 1941年4月： 新校舎完成、移転。
- 1941年7月： 寄宿舎 本館・東寮・西寮竣工。
- 1941年12月： 第1回卒業式 （戦時措置により 3ヶ月繰上）。同窓会発足。
- 1942年4月： 本科に通信工学科を増設。

### 多賀工業専門学校時代
- 1944年4月： 多賀工業専門学校と改称 （3月28日勅令第165号で文部省直轄諸学校官制を改正）。
  - 本科学科を機械科・原動機械科・電気科・金属工業科・電気通信科・舶用機関科 （新設） に改組。
  - 工業教員養成所を附設 （修業年限3年、入学資格： 師範学校卒、中学校卒程度）。
- 1945年7月17日： 米海軍による艦砲射撃を受け、校長・寮生13名・職員1名死亡。
- 1945年10月： 寄宿舎自治寮化、「吼洋寮」 と改称。
- 1946年2月： 本科3年制に復帰 （戦時措置終了）。
- 1947年1月： 大学昇格運動発生、「多賀工専大学昇格委員会」 結成。
- 1947年2月： 「多賀工業専門学校大学昇格期成同盟会」 結成。
- 1947年8月： 国立総合大学の一部としての昇格に決定、期成同盟解消。
- 1949年5月： 新制国立茨城大学発足。
  - 多賀工専は茨城大学多賀工業専門学校として包括され、工学部の母体となった。但し、工業教員養成所は承継されなかった。
- 1951年3月： 多賀工業専門学校廃止。

## 歴代校長
- 初代： 山内不二雄 (1939年5月 - 1941年1月)
  - 前 東京帝国大学教授
- 第2代： 早川富正 (1941年1月 - 1945年7月17日 殉職)
- 校長事務取扱： 井原敏男 (1941年7月 - 1945年8月)
- 第3代： 橋本宇一 (1945年8月 - 1947年6月20日)
  - 元首相橋本龍太郎の伯父
- 校長事務取扱： 日高第四郎 (1947年6月20日 - 1947年6月28日)
- 第4代： 都崎雅之助 (1947年6月 - 1951年3月)
  - 新制茨城大学工学部 初代学部長

## 校地の変遷と継承
創立当初は、多賀郡助川町にあった茨城県立助川高等女学校の旧校舎を使用し、実習は日立製作所の工場を利用した。1941年4月、多賀郡多賀町大字成沢 に新校舎が完成し移転。廃止まで同校地を使用した。後身の新制茨城大学工学部は1949年に同地で発足し、現在も同校地（1955年に多賀町が日立市に併合されたため、所在地は日立市中成沢町） を使用している （現日立キャンパス）。
寄宿舎は当初 鮎川海水浴場の旅館数棟を借用し、「鮎川寮」 と称した （寮歌 『黒潮吼ゆる東海の』 は鮎川寮時代の作とされている。小坂谷武宏 作詞、鎌尾武男 作曲）。後に多賀郡多賀町大字油縄子45 （現日立市鮎川町6） に寄宿舎が完成し、順次転居した。1945年7月17日夜に艦砲射撃を受け、寮生13名・職員1名が死亡するなど大きな被害を出した。また、全寮制が続行不能となった。第二次世界大戦終戦後の 1945年10月、寄宿舎は自治寮となり、「吼洋寮」 と命名された （自治寮化を記念して、その後 10月1日-3日は記念祭とされた）。吼洋寮は後身の茨城大学工学部に継承された。

## 著名な出身者
- 関口利男（東京工業大学名誉教授、東京工業高等専門学校校長）
- 松本辰夫 (作家)
- 難波靖治 (ラリードライバー、NISMO初代社長)
- 菅野義裕 (美浦ガス代表取締役社長)

## 関連書籍
- 作道好男・作道克彦 (編) 『大学の歴史 : 茨城大学工学部』　教育文化出版教育科学研究所、1981年11月。